# Atarba (Ischnothrix) spinituber
Atarba (Ischnothrix) spinituber is een tweevleugelige uit de familie steltmuggen (Limoniidae). De soort komt voor in het Neotropisch gebied.